# Ijud
Ijud, escrito también como Yijud o Ihud (en hebreo, איחוד; lit. Unión) fue un pequeño partido político sionista fundado en 1942 por Judah Leon Magnes, Martin Buber, Ernst Simon y Henrietta Szold, antiguos partidarios de Brit Shalom, como resultado de la conferencia de Biltmore. El partido se dedicó a la reconciliación árabe-judía y abogó por un estado árabe-judío que formaría parte de una federación árabe más amplia. El partido también fue apoyado por Martin Buber. 

## Historia
El partido presentó sus ideas para el Comité Anglo-Americano de Investigación (AAIC) en 1946 y luego en el Comité Especial de las Naciones Unidas sobre Palestina en 1947. El AAIC votó en gran medida a favor de las propuestas, recomendando una Unión Económica en Palestina. 
Ijud propuso la creación de órganos conjuntos de gobierno, y una división del país en distritos basados en una base comunitaria. Según Sasson Sofer, la escritura en el sionismo y los Fundamentos de la diplomacia israelí (1998): "Ijud constituye el primer caso en la historia de la política de lo que sucede cuando los intelectuales tratan de proponer una solución de compromiso en el curso de un conflicto nacional violento de Israel. Demostró su debilidad organizativa y el hecho de que su influencia política fue marginal. Ijud presagia el destino que habría de sobrevenir intelectualidad de Israel cada vez que se acercaba el corazón candente del conflicto árabe-israelí y trató de unirse a la refriega política."